# HAT-P-5b
HAT-P-5b هو كوكب مشتري حار خارج المجموعة الشمسية يقع على بعد يقدر بحوالي 1,100 سنة ضوئية أو 344 فرسخ فلكي عن الأرض في كوكبة القيثارة اكتشف باستخدام طريقة العبور في 9 أكتوبر 2007 حول النجم HAT-P-5 .